# Pterozonium terrestre
Pterozonium terrestre är en kantbräkenväxtart som beskrevs av David Bruce Lellinger. Pterozonium terrestre ingår i släktet Pterozonium och familjen Pteridaceae. Inga underarter finns listade.